# لیودمیلا خازیوا
لیودمیلا خازیوا (روسی: Людмила Валиевна Хазиева؛ ۳ نوامبر ۱۹۴۷ – ۲۶ اوت ۲۰۱۸) ورزشکار ورزش شنا اهل اوکراین بود.
وی در مسابقات کشوری و بین‌المللی در مجموع برندهٔ ۱ مدال برنز شده‌است.